# Navy Nagar
Navy Nagar est une zone de cantonnement militaire située à Bombay, en Inde, créée en 1796. La zone est détenue et administrée uniquement par la marine indienne et c’est une zone d’accès très restreint. Les points d’entrée et de sortie de la zone sont étroitement surveillés par la police navale.

## Vue d’ensemble
Navy Nagar est situé à l’extrême sud du promontoire de la ville de Bombay, et y est relié par la chaussée de Colaba. L’entrée à Navy Nagar est restreinte car de nombreuses autorités importantes de la marine indienne résident dans le cantonnement. C’est la plus grande base résidentielle de personnel des forces armées navales en Asie.
Navy Nagar abrite les résidences d’officiers de marine (également connus sous le nom de NOFRA) et de marins. Navy Nagar est divisé en deux sections différentes. La première section est appelée « Old Navy Nagar » et se compose de bâtiments plus petits (généralement de cinq étages ou moins) qui ont été construits jusqu’aux années 1980. « New Navy Nagar » se compose de bâtiments plus hauts (14 étages), bien que quelques bâtiments existants plus anciens y soient également inclus. Le Tata Institute of Fundamental Research (Institut Tata de recherche fondamentale, ou TIFR) y effectue des recherches en sciences supérieures. Le siège du Service météorologique indien (construit en 1826) de Colaba est également situé à Navy Nagar.
Navy Nagar est administré par la marine indienne, la loi et l’ordre dans la région sont gérés par la police navale et la police militaire. La zone est bien entretenue et dispose d’une grande quantité d’espaces verts, y compris un parcours de golf de 18 trous.

## Historique

### Avant l’indépendance
La région aujourd’hui appelée Navy Nagar se composait à l’origine d’une île inhabitée appelée Old Woman’s Island (une distorsion de son ancien nom indigène Al Omani), principalement couverte de forêts. En 1743, l’île de Colaba a été louée à un Britannique appelé Richard Broughton pour une somme de 200 roupies par an, un bail qui a été renouvelé en 1764. À cette époque, Colaba était bien connu pour la variété de poissons que l’on trouvait dans les eaux voisines, y compris le bombil (dont la forme séchée est appelée Bombay Duck), les rawas, les halwa, les tortues, les crabes, les crevettes et les homards. En 1796, Colaba devint un cantonnement pour les troupes britanniques. Peu à peu, les troupes ont commencé à construire des bâtiments vers l’extrémité sud de l’île, alors appelée « Upper Colaba », et un observatoire météorologique (aujourd’hui connu sous le nom d’observatoire de Colaba) a été créé en 1826.
Avec l’achèvement de la chaussée de Colaba en 1838, ce qui restait deux îles a été reliée au reste de Bombay. Alors que Colaba est devenu un centre de commerce avec l’ouverture de la bourse du coton à Cotton Green en 1844, la partie sud de l’île a continué à rester principalement sous le contrôle de la défense.
Au cours de la construction ultérieure de Colaba, un grand ensemble de bungalows appelés Sick Bungalows (aujourd’hui INHS Aswini) a été construit. L’église aujourd’hui connue sous le nom d’Église afghane (après la première guerre anglo-afghane de 1839) a été consacrée en 1858 et les travaux sur le clocher ont été achevés en 1865. Des tramways tirés par des chevaux exploités par Stearns et Kitteredge (dont les bureaux sont aujourd’hui Electric House) assuraient le transport vers cette nouvelle zone développée. L’église afghane a également été construite à cette époque, ce qui en fait l’un des premiers bâtiments construits dans la région. La flèche de l’église était souvent utilisée par les marins comme point de repère.
Le phare de Prong, situé à la pointe sud de l’île, a été construit en 1875, la même année que les quais de Sassoon ont été construits par David Sassoon sur des terres récupérées au nord de Navy Nagar. Le développement d’un terminus ferroviaire (BB&CI Railways) à Colaba et la valorisation des terrains ont poussé les kolis indigènes existants aux confins de l’île, vers une zone au nord de l’actuel « New Navy Nagar ». Pendant ce temps, des bâtiments et des bungalows ont continué à être construits sporadiquement à Navy Nagar pour loger les troupes. En 1926, une ligne de bus à moteur a été introduite entre l’église afghane, située aux confins de Navy Nagar et Crawford Market.

### Après l’indépendance
Navy Nagar a vraiment commencé à se développer dans les années 1960 avec la construction de routes soignées et bien planifiées, la mise en place du Western Naval Command (commandement naval occidental), la construction de quartiers pour les marins à proximité d’un marché pour le personnel du ministère de la défense (Sumitra market) et la construction de logements pour les célibataires, d’un mess pour les officiers (Command mess), d’un stade sportif et d’une piscine (stade Kohli), l’hébergement des survivants du navire de guerre INS Khukri (Khukri house) et la mise en place du TIFR. Dans les années 1970, une grande cantine circulaire (INCS Canteen) a été construite pour le personnel du ministère de la défense, ainsi que des résidences pour les officiers mariniers (bâtiments « A » à « K »), des résidences pour les officiers (bâtiments « L » à « Z ») et une école pour leurs enfants (Kendriya Vidyalaya 1). Deux cinémas ont été construits spécialement pour le personnel du ministère de la défense : un cinéma en plein air pour les matelots (appelé The Ground) et un cinéma fermé (appelé Defence cinema). En 1979, des bâtiments à plusieurs étages ont été construits pour accueillir le nombre croissant d’officiers, à commencer par des bâtiments appelés Swati, Meena et Bharani. Tout au long, de grands espaces ouverts avec des jardins ont été aménagés à côté de ces bâtiments.

## Écoles
Six écoles sont situées dans la zone :
- Naval K.G. School (École navale K.G.)
- Kendriya Vidyalaya No 1
- Kendriya Vidyalaya No 2
- Naval Children School Mumbai (École navale pour enfants de Mumbai)
- Army Public School (École publique de l’armée)
- Guru Nanak High School (Lycée Guru Nanak)

En outre, il y a une école, Kendriya Vidyalaya No 3, située à R.C. Church (St. Joseph RC Church) .

## Transport
La zone est bien desservie par les transports en commun des bus BEST. Le bus n° 3 dessert les lignes entre Navy Nagar et Jijamata Udyan. Le bus No 11 LTD dessert les routes entre Navy Nagar et Bandra Colony Bus Station. Le bus n° 125 dessert les itinéraires entre Navy Nagar et Worli Village. Le bus No 137 démarre et finit à Navy Nagar. Les gares les plus proches de la région sont la gare de Churchgate et la gare Chhatrapati Shivaji. L’héliport de INS Shikra est proche.